# 1. Armee (Wehrmacht)
Die 1. Armee / Armeeoberkommando 1 (AOK 1) war eine Kommandobehörde des Heeres der Wehrmacht während des Zweiten Weltkrieges.

## Einsatz
Die 1. Armee wurde am 26. August 1939 im Wehrkreis XII aufgestellt. Die Armee bezog während des Überfalls auf Polen Abwehrstellungen am Westwall. Sie war während des Westfeldzuges der Heeresgruppe C unterstellt und verblieb zunächst passiv gegenüber der Maginot-Linie. Am 14. Juni 1940 durchbrach sie die Maginot-Linie südlich von Saarbrücken und am 19. Juni nördlich Wörth. Sie blieb nach dem schnellen Ende des Westfeldzuges im besetzten Frankreich. Sie sicherte bis zum Mai 1942 die Demarkationslinie und dann die Atlantikküste (Atlantikwall) in Südwestfrankreich. 
Nach der erfolgreichen Landung der Westalliierten im Juni 1944 (Operation Overlord) wurde die 1. Armee an die Westgrenze des Deutschen Reiches zurückgedrängt. Vom 15. bis zum 24. März 1945 (Operation Undertone) griff die 7. US-Armee auf breiter Front an und kesselte die 1. Armee bei Kaiserslautern ein. Ihr gelangen ein Ausbruch aus dem Kessel und der Rückzug an die Donau. 
Am 6. Mai 1945 kapitulierte die 1. Armee in der Nähe von München.

## Oberbefehlshaber
- Generalfeldmarschall Erwin von Witzleben: 1. September 1939 bis 26. Oktober 1940
- Generaloberst Johannes Blaskowitz: 26. Oktober 1940 bis 1. Mai 1944
- General der Panzertruppe Joachim Lemelsen: 1. Mai bis 2. Juni 1944
- General der Infanterie Kurt von der Chevallerie: 2. Juni bis 5. September 1944
- General der Panzertruppe Otto von Knobelsdorff: 5. September bis 30. Oktober 1944
- General der Infanterie Kurt von Tippelskirch: 30. Oktober bis 11. November 1944 (m.st.F.b.)
- General der Panzertruppe Otto von Knobelsdorff: 11. November bis 30. November 1944
- General der Infanterie Hans von Obstfelder: 30. November 1944 bis 28. Februar 1945
- General der Infanterie Hermann Foertsch: 28. Februar bis 6. Mai 1945
- General der Kavallerie Rudolf Koch-Erpach: 6. Mai bis 8. Mai 1945

## Chefs des Generalstabs
- Generalmajor Friedrich Mieth: 1. September 1939 bis 5. Februar 1940
- Generalmajor Carl Hilpert: 5. Februar 1940 bis 25. Oktober 1940
- Generalmajor Edgar Röhricht: 25. Oktober 1940 bis 16. Juni 1942
- Generalmajor Anton Reichard Freiherr von Mauchenheim genannt Bechtolsheim: 16. Juni 1942 bis 1. August 1943
- Oberst i. G. Gerhard Feyerabend: 1. August 1943 bis 10. September 1944
- Oberst i. G. Willi Mantey: 10. September 1944 bis 7. Dezember 1944
- Generalmajor Hellmuth Reinhardt: 7. Dezember 1944 bis 20. Februar 1945
- Generalmajor Wolfgang Hauser: 20. Februar 1945 bis 6. Mai 1945